# مارتي دي برشلونة
مارتي دي برشلونة (بالكتالونية: Jaume Bagunyà i Casanovas)‏ هو مؤرخ إسباني، ولد في 1895 في برشلونة في إسبانيا، وتوفي في 1936 في مونكادا ي ريتشاتش في إسبانيا.